# Distrito de Secundarias de Joliet Township
El Distrito de Secundarias de Joliet Township (Joliet Township High School District 204, JTHS) es un distrito escolar de Illinois, en la área metropolitana de Chicago. Tiene su sede en Joliet, y gestiona dos escuelas preparatorias (high schools), Joliet Central High School y Joliet West High School. Gestionó la Joliet East High School.
Los estudiantes de las Escuelas Públicas de Joliet Distrito 86, que gestiona escuelas primarias y medias, matriculan al distrito JTHS.
En 2009 menos de 53% del distrito JTHS se clasificaron como de familias de bajos ingresos.